# Coupe de France masculine de handball 1995-1996
Navigation
Coupe de France 1994-1995 Coupe de France 1996-1997
La coupe de France masculine de handball 1995-1996 est la 14e édition de la compétition.
L'US Ivry remporte sa première coupe de France en disposant en finale de l'Olympique de Marseille Vitrolles, tenant du titre et champion de France.

## Modalités
Les modalités de la compétition sont :
- Article 3 : La Coupe de France est ouverte aux clubs affiliés de tous les niveaux des Ligues métropolitaines et des Départements d'Outre-mer à l'exclusion des clubs de statut corporatif. Les clubs de Division 1 sont obligatoirement engagés dans cette épreuve.
- Article 5 : Jusqu'aux demi-finales incluses, les matches ont lieu sur le terrain d'un des clubs en présence. Le club situé hiérarchiquement le plus bas reçoit. En cas d'égalité de niveau, le club premier tiré reçoit.
- Article 15 : En cas d'égalité à la fin du temps réglementaire, une prolongation de 2x5 minutes peut-être suivie d'une seconde puis d'une épreuve de tirs au but.
- Article 22 : Le club vainqueur de la coupe de France est qualifié pour la coupe des vainqueurs de coupe. Si le vainqueur de la coupe de France est le champion de France, c'est le finaliste qui disputera la compétition européenne.

## Résultats

### Trente-deuxièmes de finale
Les résultats des trente-deuxièmes de finale sont :
| Club recevant             | Div. | Score           | Club visiteur           | Div. |
| ------------------------- | ---- | --------------- | ----------------------- | ---- |
| ASB Rezé                  | N2   | score non connu | Rodez OC                | N2   |
| HBC Oloron                | N2   | 20-25           | Billère Handball        | D2   |
| La Roche/Yon VHB          | N1   | 20-26           | US Saintes CC           | D2   |
| AS Lyon/Caluire           | N2   | 22-24           | Aix UC                  | D2   |
| AS Saint-Raphaël          | D2   | 26- 22          | Villeurbanne HBC        | D2   |
| HBC Roanne                | REG  | 18- 28          | Nice HB Côte d'Azur     | D2   |
| CS Bourgoin-Jallieu       | N2   | 21- 18          | Chateauneuf Martigues   | N2   |
| HBC Rumilly               | REG  | 19- 42          | USAM Nîmes Gard         | D2   |
| HBC Fos-sur-Mer           | N3   | 24- 31          | HBC Thuir               | N3   |
| CPB Rennes                | N3   | 21- 22          | Massy 91 Finances       | D2   |
| HBC Chambly               | N2   | 23- 32          | SMEC Metz               | D2   |
| SE Beaune                 | N1   | 21- 27          | AC Boulogne-Billancourt | D2   |
| HBC Aulnoye Aymeries      | REG  | 26- 28          | Belfort AU HB           | N2   |
| AS Montigny-le-Bretonneux | REG  | 15- 23          | CS Kremlin-Bicêtre      | REG  |
| Dreux AC                  | N3   | 22- 23          | AS Saint-Mandé          | N1   |
| CL Marsannay              | N3   | 25- 33          | HBC la Famille          | N2   |
| CSM Livry-Gargan          | D2   | 22- 30          | ES Besançon             | D2   |
| US Montfermeil            | REG  | 17- 26          | Mulhouse Sud Alsace     | N1   |

1. ↑  Le score donné par la FFHB (29-32) donne Rodez vainqueur mais c'est Rezé qui participe au tour suivant.

### Seizièmes de finale
Ce tour est marqué par l'entrée en lice des clubs de D1.
Les résultats des seizièmes de finale sont conformes à la hiérarchie :
| Club recevant       | Div. | Score  | Club visiteur           | Div. |
| ------------------- | ---- | ------ | ----------------------- | ---- |
| Billère Handball    | D2   | 20- 23 | Sporting Toulouse 31    | D1   |
| ASB Rezé            | N2   | 19- 26 | Istres Sports           | D1   |
| Mulhouse Sud Alsace | N1   | 31- 21 | AC Boulogne-Billancourt | D2   |
| Aix UC              | D2   | 14- 23 | Montpellier Handball    | D1   |
| AS Saint-Mandé      | N1   | 15- 21 | Nice HB Côte d'Azur     | D2   |
| PSG-Asnières        | D1   | 25- 19 | SO Chambéry             | D1   |
| Belfort AU HB       | N2   | 27- 28 | Girondins de Bordeaux   | D1   |
| CS Bourgoin-Jallieu | N2   | 15- 22 | Massy 91 Finances       | D2   |
| SC Sélestat         | D1   | 20- 19 | US Dunkerque            | D1   |
| USAM Nîmes Gard     | D2   | 22- 23 | UMS Pontault-Combault   | D1   |
| HBC Thuir           | N3   | 13- 34 | AS Saint-Raphaël        | D2   |
| USM Gagny           | D1   | 27- 24 | HBC Villeneuve d'Ascq   | D1   |
| SMEC Metz           | N1   | 20- 24 | US Saintes CC           | D2   |
| US Ivry             | D1   | 24- 23 | US Créteil              | D1   |
| HBC la Famille      | N2   | 21- 24 | ES Besançon             | D2   |
| CS Kremlin-Bicêtre  | REG  | 18- 41 | OM Vitrolles            | D1   |

### Huitièmes de finale
Les résultats des huitièmes de finale sont :
| Club recevant        | Div. | Score  | Club visiteur             | Div. |
| -------------------- | ---- | ------ | ------------------------- | ---- |
| Mulhouse Sud Alsace  | N1   | 17- 24 | US Ivry                   | D1   |
| AS Saint-Raphaël     | D2   | 29- 21 | Istres Sports             | D1   |
| US Saintes CC        | D2   | 23- 34 | PSG-Asnières              | D1   |
| Sporting Toulouse 31 | D1   | 23- 18 | Girondins de Bordeaux HBC | D1   |
| USM Gagny            | D1   | 27- 24 | UMS Pontault-Combault     | D1   |
| ES Besançon          | D2   | 19- 29 | OM Vitrolles              | D1   |
| Nice HB Côte d'Azur  | D2   | 20- 23 | Montpellier Handball      | D1   |
| Massy 91 Finances    | D2   | 19- 23 | SC Sélestat               | D1   |

Parmi les résultats, on peut noter la victoire de l'AS Saint-Raphaël (D2) sur l'Istres Sports (D1).

### Quarts de finale
Les résultats des quarts de finale sont :
| Club recevant        | Div. | Score | Club visiteur | Div. |
| -------------------- | ---- | ----- | ------------- | ---- |
| US Ivry              | D1   | 28-26 | PSG-Asnières  | D1   |
| AS Saint-Raphaël     | D2   | 24-23 | USM Gagny     | D1   |
| Sporting Toulouse 31 | D1   | 23-20 | SC Sélestat   | D1   |
| Montpellier Handball | D1   | 18-22 | OM Vitrolles  | D1   |

Parmi les résultats, on peut noter les victoires de l'US Ivry sur le PSG-Asnières (deuxième du championnat), de l'OM Vitrolles à Montpellier (champion de France en titre) et surtout de l'AS Saint-Raphaël (D2) sur l'USM Gagny (D1).

### Demi-finales
Les résultats des demi-finales sont conformes à la hiérarchie :
| Club 1           | Div. | Score | Club 2               | Div. |
| ---------------- | ---- | ----- | -------------------- | ---- |
| US Ivry          | D1   | 30-24 | Sporting Toulouse 31 | D1   |
| AS Saint-Raphaël | D2   | 21-36 | OM Vitrolles         | D1   |

En revanche, le lieu du match Ivry-Toulouse n'est pas connu.

### Finale
L'OM Vitrolles étant déjà qualifié Ligue des champions en tant que champion de France, l'US Ivry est assuré de jouer la Coupe des coupes avant même de disputer la finale. Avant le match, l'OM-Vitrolles fait figure de favori, n'ayant concédé que deux matchs nuls cette saison en championnat. Toutefois, si l'US Ivry n'est que cinquième en championnat, leur déficit par rapport à l'OM-vitrolles n'est que de 3 buts puisque lors de la 6e journée, l'US Ivry s'était inclinée 25 à 22 en Provence, alors qu'au match retour, lors de la 19e journée, les deux équipes s'étaient séparées sur un score de parité 26 à 26.
La finale s'est jouée le 7 avril 1996 à Saintes :
- US Ivry et OM Vitrolles 30-22 (12-8). 
  - US Ivry : Poinsot (9, dont 2 pen.), Prandi (6), Koudinov (4), Schaaf (3), Droy (3), Léandri (2), Maurice (2), Hager (1)
  - OM Vitrolles : Volle (6), Kuzmanovski (5), Perreux (3), Richardson (3), Quintin (2), Gardent (2), Julia (1).

## Vainqueur final
| Coupe de France masculine 1995-1996 US Ivry (1re coupe de France) |